# نيل هيني
نيل هيني (بالإنجليزية: Neil Heaney)‏ هو لاعب كرة قدم بريطاني، ولد في 3 نوفمبر 1971 في ميدلزبرة في المملكة المتحدة. شارك مع منتخب إنجلترا تحت 21 سنة لكرة القدم. أما مع النوادي، فقد لعب مع تشارلتون أثلتيك ودارلينجتون إف سى ودندي يونايتد وكامبريدج يونايتد ومانشستر سيتي ونادي أرسنال ونادي بريستول سيتي ونادي بليموث أرجايل ونادي ساوثهامبتون ونادي هارتلبول يونايتد.

## وصلات خارجية
- نيل هيني على موقع قاعدة بيانات كرة القدم.إي يو (الإنجليزية)
- نيل هيني على موقع Soccerbase.com (لاعب) (الإنجليزية)
- نيل هيني على موقع عالم كرة القدم.نت (الإنجليزية)